# Siamanna
Siamanna (sardisk: Siamànna) er en by og en kommune (comune) i provinsen Oristano i regionen Sardinien i Italien. Byen ligger i 100 meters højde og har 812 indbyggere (2016). Kommunen har et areal på 28,36 km² og grænser til kommunerne Allai, Oristano, Ruinas, Siapiccia, Simaxis og Villaurbana.